# فواد ادنی
فؤاد ادنی (انگلیسی: Fuad Adeniyi؛ زادهٔ ۱۵ نوامبر ۱۹۹۴) بازیکن فوتبال است.
وی همچنین در تیم ملی فوتبال نیجریه بازی کرده‌است.